# Softengine
Softengine er en finsk rockgruppe, der repræsenterede Finland ved Eurovision Song Contest 2014 med nummeret "Something Better".

## Biografi
Softengine blev dannet i 2011 i den finske by Seinäjoki. Efter at have vundet konkurrencen The Lions, udsendte de den 8. marts 2012 debutalbummet Hmm, Fra dette album opnåede især sangen "Endless Waterfall" en del opmærksomhed.
Gruppen vandt den 1. februar 2014 Uuden Musiikin Kilpailu (UMK), den finske forhåndsudvælgelse til Eurovision Song Contest, med nummeret "Something Better". Ved Eurovision 2014 i København gik de videre fra den anden semifinale den 8. maj med nummeret og nåede senere en 11. plads i finalen to dage senere.
Softengine skrev endvidere kontrakt med pladeselskabet Sony Music samtidig med deltagelsen i UMK.